# Скрадинско Поље
Скрадинско Поље је насељено мјесто у Далмацији. Припада граду Скрадину у Шибенско-книнској жупанији, Република Хрватска.

## Географија
Налази се око 2 км сјеверно од Скрадина.

## Историја
До територијалне реорганизације у Хрватској насеље се налазило у саставу бивше велике општине Шибеник.

## Становништво
Према попису из 1991. године, Скрадинско Поље је имало 163 становника, од чега 156 Срба, 1 Хрвата, 4 Југословена и 2 остала. Према попису становништва из 2001. године, Скрадинско Поље је имало 57 становника. Скрадинско Поље је према попису становништва из 2011. године имало 46 становника.
| Националност       | 1991. | 1981. | 1971. | 1961. |
| Срби               | 156   | 172   | 206   | 212   |
| Хрвати             | 1     |       | 1     | 7     |
| Југословени        | 4     | 24    |       | 1     |
| остали и непознато | 2     | 3     | 3     |       |
| Укупно             | 163   | 199   | 210   | 220   |

| Демографија | Демографија | Демографија |
| Година      | Становника  | Становника  |
| ----------- | ----------- | ----------- |
| 1961.       | 220         |             |
| 1971.       | 210         |             |
| 1981.       | 199         |             |
| 1991.       | 163         |             |
| 2001.       | 57          |             |
| 2011.       |             | 46          |

### Презимена
- Павасовић — Православци, славе Св. Николу
- Скочић — Православци, славе Св. Николу